# Eupithecia nephelata
Eupithecia nephelata là một loài bướm đêm trong họ Geometridae.